# Кобыляны (Люблинское воеводство)
Кобыляны (пол. Kobylany) — деревня в Бяльском повете Люблинского воеводства Польши. Административный центр гмины Тересполь. Находится примерно в 30 км к востоку от центра города Бяла-Подляска. По данным переписи 2011 года, в деревне проживало 479 человек, это пятое место по населению в гмине.

## История

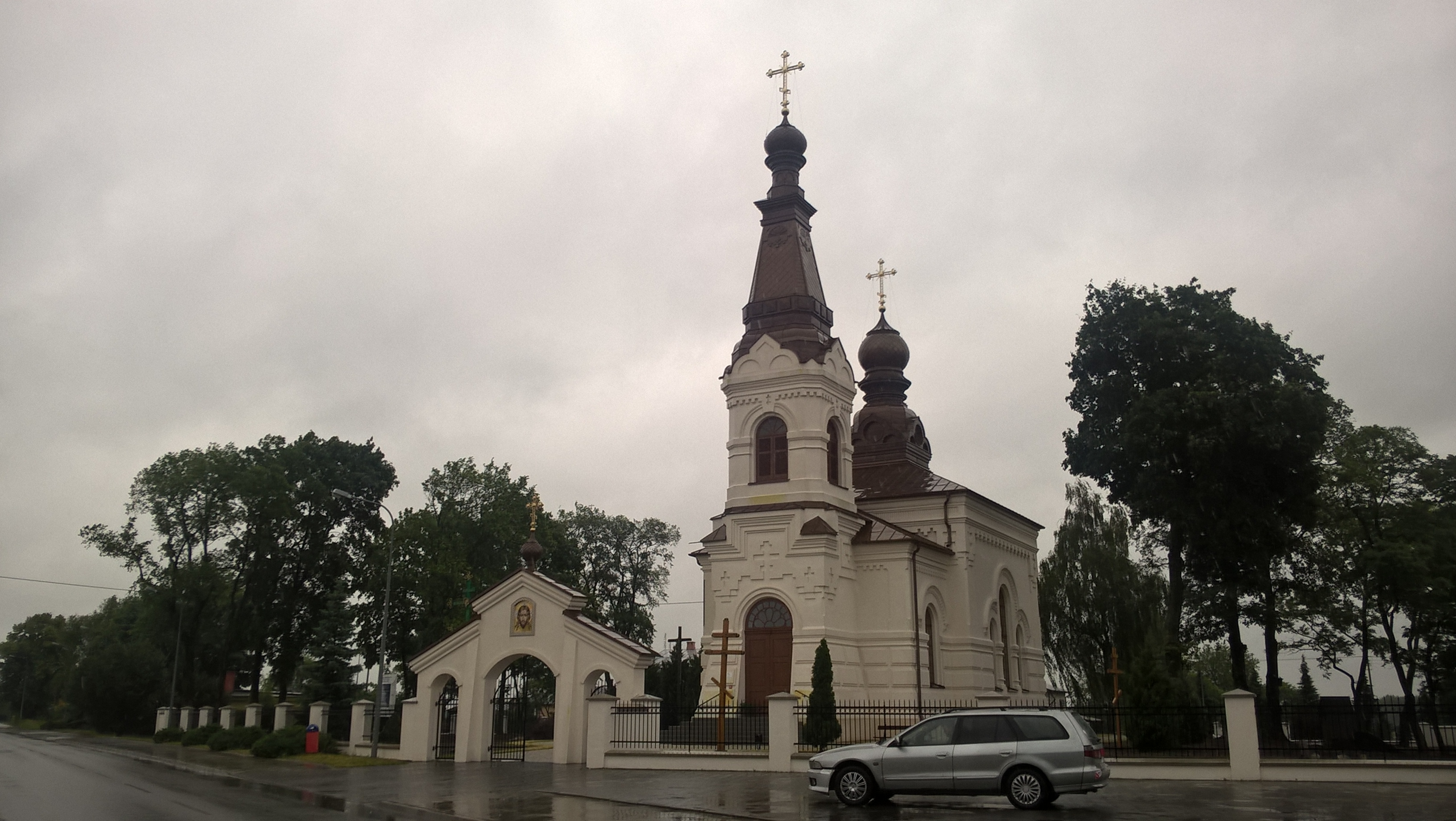
Церковь во имя попечения Божией Матери

В конце XVIII века деревня входила в Брестский повет Берестейского воеводства. В 1809—1952 годах деревня была административным центром гмины Кобыляны. В 1975—1998 годах деревня входила в состав Бяльскоподляского воеводства.
В селе на улице Солнечной есть приходская православная церковь во имя попечения Божией Матери (пол. Cerkiew Opieki Matki Bożej) и Римско-католическая приходская церковь во имя Божьего Милосердия (пол. Cerkiew Miłosierdzia Bożego). Рядом с церковью находится католико-православное кладбище.
В селе действует школа имени Белого Орла, есть мотель «Под дубами». В селе находится железнодорожная станция Кобыляны.

## Население
Демографическая структура по состоянию на 31 марта 2011 года:
|         | Всего | До трудоспособного возраста | Трудоспособного возраста | Старше трудоспособного возраста |
| ------- | ----- | --------------------------- | ------------------------ | ------------------------------- |
| Мужчины | 232   | 59                          | 141                      | 32                              |
| Женщины | 247   | 53                          | 130                      | 64                              |
| Всего   | 479   | 112                         | 271                      | 96                              |